# Его собачье дело
«Его собачье дело» (англ. Once Upon a Time in Venice) — американский комедийный боевик режиссёра Марка Каллена. В главной роли: Брюс Уиллис. Премьера фильма в России состоялась 8 июня 2017 года.

## Сюжет
Частный детектив Стив Форд вынужден поставить на уши весь Лос-Анджелес ради того, чтобы вернуть себе своего похищенного пса. В этом ему помогает его напарник Джон.

## В ролях
- Брюс Уиллис — Стив Форд
- Джейсон Момоа — Паук
- Джон Гудмен — Дэйв
- Томас Миддлдитч — Джон
- Фамке Янссен — Кэйти Форд
- Адам Голдберг — Лу
- Элизабет Рём — Анна Филлипс
- Стефани Сигман — Люп
- Вуд Харрис — принц
- Адриан Мартинес — актёр
- Кэл Пенн — Раджиш
- Кен Давитян — Юрий
- Билли Гарделл — Билл

## Отзывы
Фильм получил преимущественно негативные отзывы кинокритиков. На сайте Rotten Tomatoes у кинокартины 18 % положительных рецензий на основе 34 отзывов, со средней оценкой 4 из 10.
На Metacritic — 29 баллов из 100 на основе 7 рецензий.
Тем не менее есть и кинокритики, положительно оценившие фильм, вроде критика портала «fraza.ua», назвавшего его «одной из самых ярких комедий последних месяцев».